# Phorticella
Phorticella är ett släkte av tvåvingar som ingår i familjen daggflugor.

## Arter
- Phorticella albostriata
- Phorticella antestriata
- Phorticella bakeri
- Phorticella bistriata
- Phorticella fenestrata
- Phorticella flavipennis
- Phorticella htunmaungi
- Phorticella madagascariensis
- Phorticella nullistriata
- Phorticella ochroptera
- Phorticella singularis
- Phorticella tortia